# Juan Pablo Cantero
Juan Pablo Cantero (Paraná, 19 settembre 1982) è un cestista argentino con cittadinanza italiana.

## Carriera
Con l'Argentina ha disputato i Campionati americani del 2009.